# Бой у Сонхвана
Бой у Сонхвана (28 — 29 июля 1894 года) — первое сухопутное сражение первой японо-китайской войны.

## Предыстория
В июне 1894 года по просьбе корейского правительства Китай направил в Корею отборные части Хуайской армии для подавления крестьянского восстания, поднятого религиозной сектой тонхаков, их конвоировали корабли Бэйянского флота. Когда эти батальоны под командованием Е Чжичао и Не Шичэна расположились в районе Асан — Конджу к югу от Сеула, повстанцы на время отступили. Воспользовавшись этим предлогом, Япония также направила сюда свои войска, причём в три раза большем количестве, чем китайские части, после чего потребовала от корейского короля проведения «реформ», означавших фактически установление в Корее японского контроля.
В ночь на 23 июля японскими войсками в Сеуле был организован правительственный переворот. Новое правительство 27 июля обратилось к Японии с «просьбой» об изгнании китайских войск из Кореи. Однако ещё 25 июля японский флот уже без объявления войны начал военные действия против Китая: у входа в Асанский залив близ острова Пхундо японская эскадра потопила зафрахтованный транспорт — английский пароход «Гаошэн» с двумя батальонами китайской пехоты и 14 полевыми пушками.

## Бой
Смешанная бригада генерал-майора Осима Ёсимасы из района Сеул — Инчхон выдвинулась к Асану, планируя захватить врасплох малочисленные китайские войска. Однако китайская разведка вовремя оповестила Е Чжичао о выступлении японцев и основная часть войск под командованием Е Чжичао была отведена к Конджу. 28 июля батальоны Не Шичэна (около 2000 человек) заняли позиции у станции Сонхван и принялись быстро подготавливать оборонительные рубежи.
29 июля произошло арьергардное сражение у Сонхвана. В этом бою лучшие хуайские части Не Шичэна нанесли японским войскам крупные потери и в полном порядке отошли на соединение с основными силами в Конджу, а затем во главе с Е Чжичао кружным путём двинулись на север, к Пхеньяну, дабы избежать разгрома и плена. Понесшие большие потери (более 1000 человек убитыми и раненными по оценке Не Шичэна; японцы заявили о 82 убитых и раненых) японцы демонстративно оставались на поле битвы в течение всего последующего дня, а потом отошли к Сеулу под предлогом обеспечения безопасности корейской столицы. Отступавшие части Не Шичэна японцы не преследовали, что позволило китайцам вынести с поля боя большую часть своих убитых и раненых (чуть более 100 человек по свидетельству Не Шичэна; японцы заявили о том, что китайцы потеряли убитыми и ранеными порядка 500 человек). В качестве трофеев сражения при Сонхване японцам достались орудия отряда Не Шичэна (8 штук по японским данным), брошенные на позициях по причине того, что в ходе боя китайскими артиллеристами были полностью израсходованы все снаряды, и 83 винтовки.

## Последствия
1 августа Япония официально объявила войну Цинской империи. 5 августа японские части вернулись из-под Сонхвана в Сеул. Китайские части после сражения у Сонхвана в течение месяца добирались до Пхеньяна. Марш осложняли нехватка продовольствия, проливные дожди и наличие раненных и больных солдат. Не Шичэн, пользуясь дружеским расположением корейцев, был вынужден оставлять своих раненных на попечение корейских властей.